# 中心四面體數
中心四面體數是一個中心立體有形數，代表一個四面體，特定第n個中心四面體數由下式給出
{\displaystyle (2n+1)\times {(n^{2}+n+3) \over 3}}
前幾個這樣的數字是1、5、15、35、69、121、195、295、425、589、791，... （OEIS數列A005894）。

## 奇偶和除數
- 每個中心四面體數都是奇數。
- 指數為2,3或4（模5）的每個中心四面體數都可以被5整除。